# Хауэлл, Арлин
Арлин Хауэлл (англ. Eurlyne Howell; род. 25 октября 1939, Божер-Сити, Луизиана) — американская фотомодель, победительница конкурса красоты Мисс США 1958 и участница Мисс Вселенная 1958.

## Биография
Арлин Хауэлл родилась 25 октября 1939 года в Дели, штат Луизиана, США.
Хауэлл стала первой из трёх Мисс Луизиана, выигравших титул Мисс США. На той же неделе, на которой она стала Мисс США, она участвовала в Мисс Вселенная, где она получила четвёртое место.
После Арлин Хауэлл начала свою карьеру в качестве актрисы. Среди её самых известных ролей: роль Синди Лу Браун в телесериале Maverick  и роль секретарши Мелодия Ли Мерсер в сериале 1959 года Bourbon Street Beat, вместе с Эндрю Дагганом, Ричардом Лонгом и Ваном Уильямсом.
Первым мужем А. Хауэлл был Полом Майкл ЛаКава. С 1983 года она замужем во второй раз за Джеральдом Ф. Марушаком.